# Josef Dachs

Josef Dachs, Lithographie von Gabriel Decker, 1852

Josef Dachs (* 30. September 1825 in Regensburg; † 6. Juni 1896 in Wien) war ein österreichischer Pianist und Musikpädagoge.

## Leben
Dachs war Schüler von Simon Sechter und Carl Czerny. Er wurde 1850 zum Professor am Konservatorium der Gesellschaft der Musikfreunde in Wien berufen. Zu seinen Schülern gehörten u. a. Hugo Wolf, Ferdinand Löwe, Wladimir von Pachmann, Anton Rubinstein, Josef Rubinstein, Leoš Janáček, Isabelle Vengerova und Juliusz Zarębski.